# Jekaterinowka (Kursk)
Jekaterinowka (russisch Екатериновка) ist ein Dorf (derewnja) in der Oblast Kursk in Russland. Es gehört zum Rajon Kursk und zur Landgemeinde (selskoje posselenije) Nowoposselenowski selsowjet.

## Geographie
Der Ort liegt gut 19 km Luftlinie südwestlich des Oblastverwaltungszentrums Kursk im südwestlichen Teil der Mittelrussischen Platte, 7 km vom Sitz des Dorfsowjet – 1. Zwetowo, 74 km vor Grenze zwischen Russland und der Ukraine.

### Klima
Das Klima im Ort ist wie im Rest des Rajons kalt und gemäßigt. Es gibt während des Jahres eine erhebliche Niederschlagsmenge. Dfb lautet die Klassifikation des Klimas nach Köppen und Geiger.

## Bevölkerungsentwicklung
| Jahr | Einwohner |
| ---- | --------- |
| 2002 | 105       |
| 2010 | ▲124      |

Anmerkung: Volkszählungsdaten

## Verkehr
Jekaterinowka liegt 1 km vor Fernstraße föderaler Bedeutung M2 „Krim“ (ein Teil der Europastraße E105), 0,5 km vor Straße regionaler Bedeutung 38K-010 (M2 „Krim“ – Iwanino, Teil der Europastraße E38), an der Straße interkommunaler Bedeutung 38N-208 („Krim“ – Jekaterinowka) und 8 km vor nächsten Ausweichstelle und Eisenbahnhaltestelle 454 km (Eisenbahnstrecke Lgow-Kijewskij – Kursk) entfernt.
Der Ort liegt 108 km vom internationalen Flughafen von Belgorod entfernt.